# Canditura

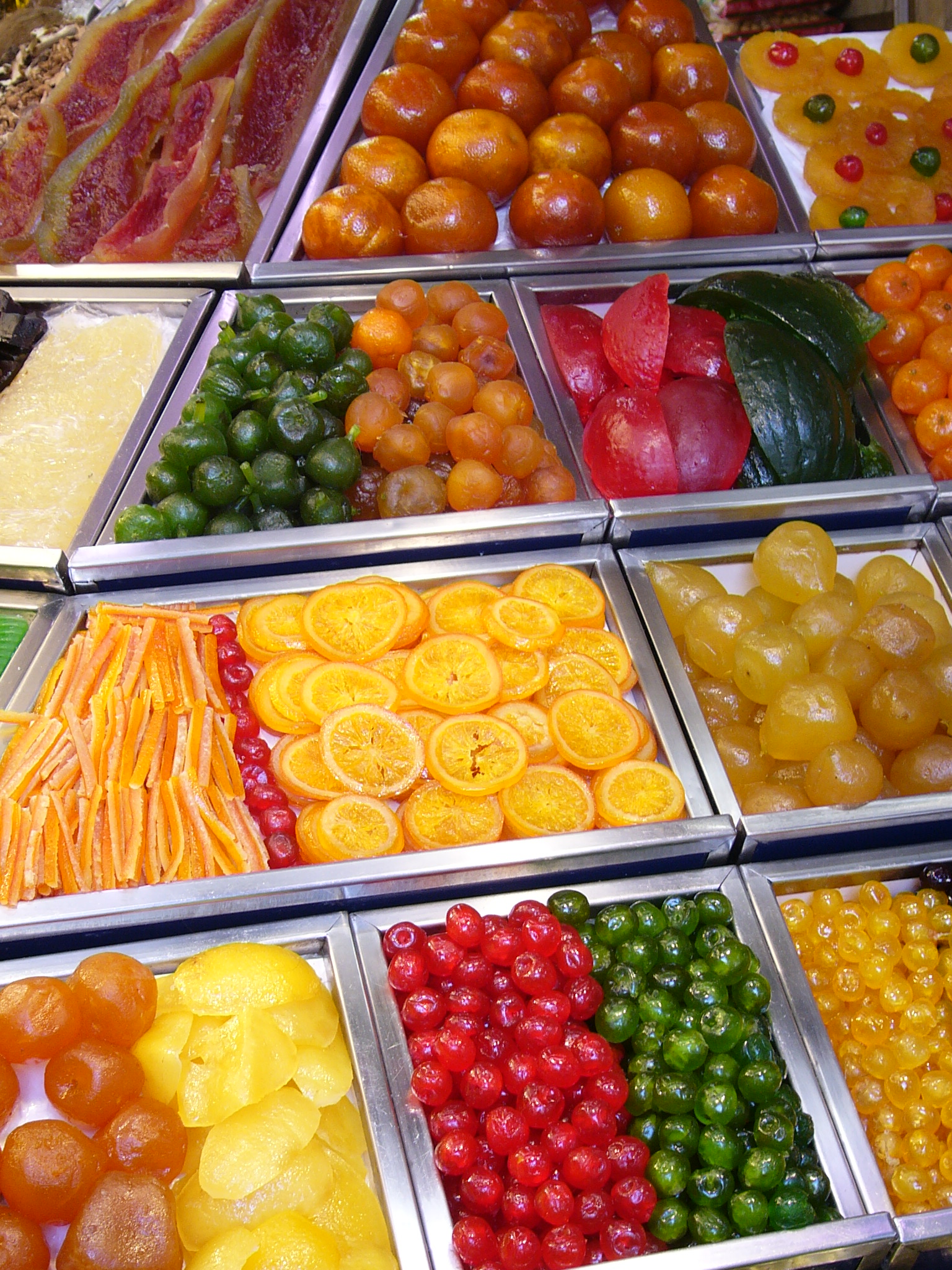
Frutta candita esposta alla Boqueria di Barcellona

La canditura è un metodo di conservazione di parti di piante commestibili (solitamente frutta) mediante immersione in uno sciroppo di zucchero. La parola "candire" viene dall'arabo qandat, trascrizione della parola in sanscrito khandakah ("zucchero"). I prodotti ottenuti mediante canditura si chiamano canditi o frutta candita.
Nel processo di canditura, per osmosi viene ridotto il contenuto in acqua della frutta e il contenuto in zucchero viene gradualmente portato a più di 70%. Le qualità nutrizionali della materia prima utilizzata vanno quasi del tutto perdute, anche se alcune vitamine si mantengono. La conservazione degli aromi dipende dal tipo di procedura e dall'abilità del dolciere: possono sparire quasi del tutto, come nei canditi di lavorazione industriale, ma anche addensarsi in un concentrato di aromi. L'opportunità che la canditura offre al pasticciere è infatti quella di poter effettuare l'intero ciclo di lavorazione a freddo, senza snaturare per effetto di riscaldamenti le componenti aromatiche dei frutti utilizzati.
Normalmente si impiega zucchero di barbabietola, ma tutti gli zuccheri alimentari sono (almeno teoricamente) utilizzabili. Della frutta candita particolarmente pregiata si ottiene mediante canditura nel miele. In Italia esistono ancora pregiatissime preparazioni in cui la frutta è candita e conservata nel mosto cotto; una di queste è la saba o sapa dell'Emilia-Romagna.

## Storia
Già le antiche culture della Cina e della Mesopotamia conoscevano la conservazione mediante zuccheri (sciroppo di palma e miele). Spesso era l'unico metodo di conservazione conosciuto: gli antichi Romani mantenevano addirittura il pesce immergendolo nel miele. I veri precursori della canditura moderna sono gli arabi, che servivano agrumi e rose candite nei momenti topici dei loro banchetti. Grazie ai mercanti veneziani prima e genovesi poi, la canditura si fece strada in Occidente, anche se già la Sicilia, tra il IX e XII sec., proprio grazie agli Arabi, la conosceva. I primi documenti che testimoniano l'uso di frutta candita in Europa risalgono al Cinquecento. All'epoca, i canditi venivano assimilati alle spezie. 
In Italia diventano un ingrediente cardine di alcuni dei dolci più famosi della tradizione culinaria: tra questi, il panettone milanese, la pastiera napoletana e la cassata siciliana.

## Procedimento

### Procedura artigianale

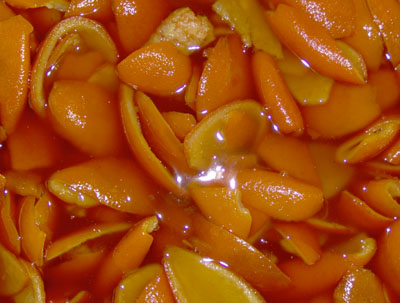
Scorze di arancia nello sciroppo di canditura

La materia prima viene posta in una vasca di canditura e coperta di sciroppo. Per osmosi, avviene uno scambio del liquido cellulare con la soluzione zuccherina. Dopo un certo periodo di tempo (da un giorno ad una settimana), lo sciroppo, ormai diluito, viene separato dalla materia prima e riscaldato al fine di fargli perdere acqua per evaporazione ed eventualmente rinforzato con aggiunta di altro zucchero. Arrivato alla concentrazione desiderata, lo sciroppo viene nuovamente versato sulla frutta. Questa operazione, chiamata giulebbatura (dall'arabo giulab, "acqua di rose"), viene poi ripetuta finché la concentrazione di zucchero nei canditi non si sarà stabilizzata. A questo punto questi possono essere consumati oppure conservati nello sciroppo di canditura fino al momento dell'utilizzo.
Per facilitare il processo osmotico, la frutta da candire viene porzionata; se si vuole candire un frutto intero, è necessario inciderlo o praticarvi dei fori con un ago. Anche una previa sbollentatura può essere utile per avviare l'osmosi.
I canditi possono ulteriormente essere ghiacciati, cioè ricoperti di uno strato di zucchero (canditi "alla parigina").

### Pratica industriale
Vengono spesso utilizzate delle autoclavi di canditura: si tratta di recipienti a chiusura ermetica, dentro i quali frutta e sciroppo vengono tenuti a bassa pressione. Il punto di ebollizione risulta così abbassato a 55-60 °C. L'autoclave è riscaldata alla temperatura corrispondente, finché non si giunge, per evaporazione, alla concentrazione finale.
La temuta gommosità dei canditi industriali è dovuta ad un uso massiccio di glucosio, che evita il formarsi di cristalli anche ad elevate concentrazioni zuccherine. Inoltre, la grande industria fa uso massiccio di additivi alimentari (coloranti, aromatizzanti), fino a snaturare il gusto della materia prima. I conservanti per contro non sono necessari perché a questi livelli di pressione osmotica, la maggior parte dei batteri non sopravvive, ma soprattutto non sopravvivono quelli patogeni. Come conservante della materia prima è ampiamente impiegata l'anidride solforosa e suoi derivati (E220-E229). La legislazione prevede che i conservanti se non presenti nel prodotto finito non siano dichiarati in etichetta. Se però il conservante non viene eliminato durante la lavorazione , deve essere dichiarato sia per la sua funzione conservante sia perché fa parte della categoria allergeni.

## Prodotti
- Frutti interi
  - ciliegie

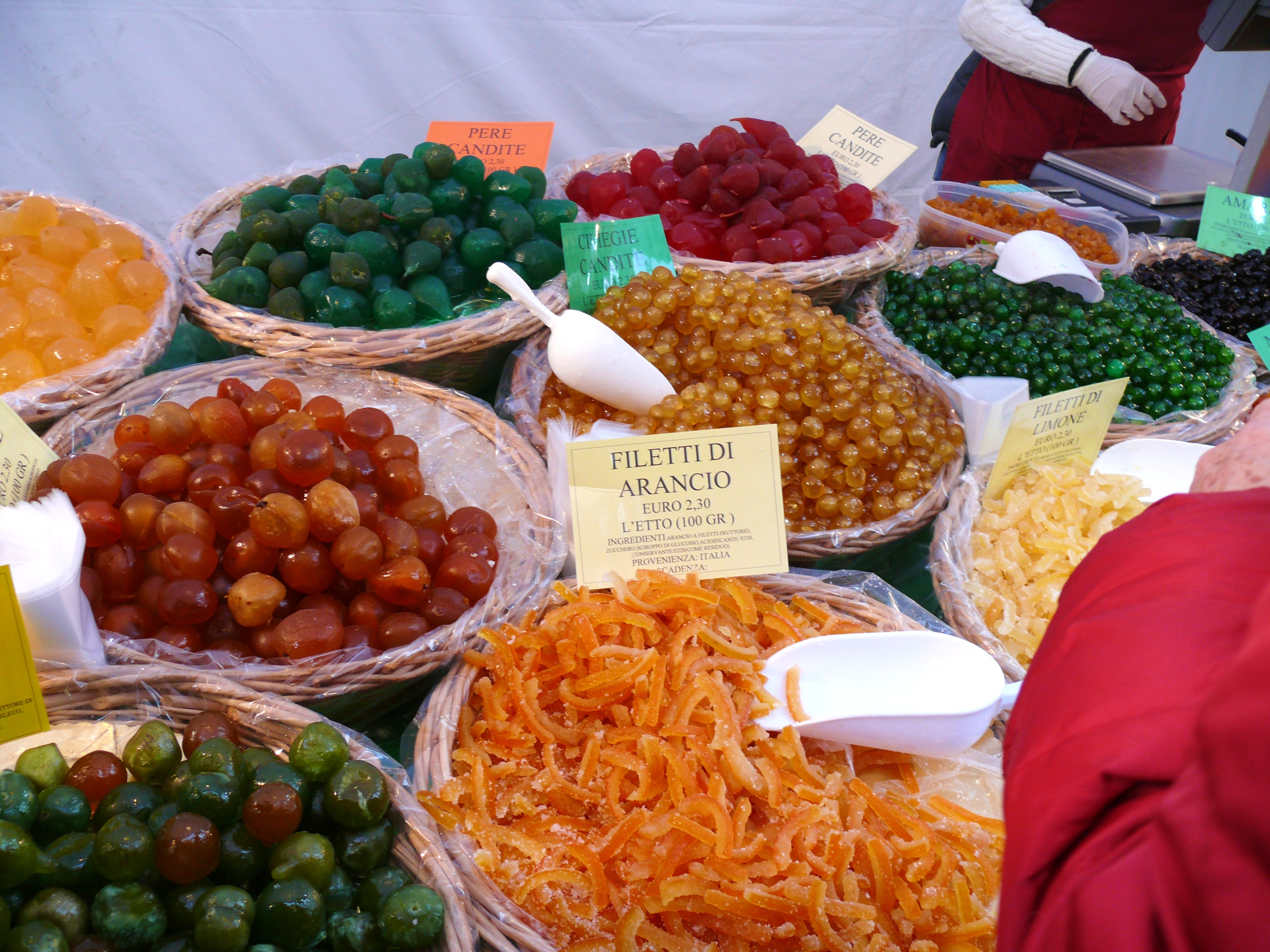
Frutta candita in un mercato

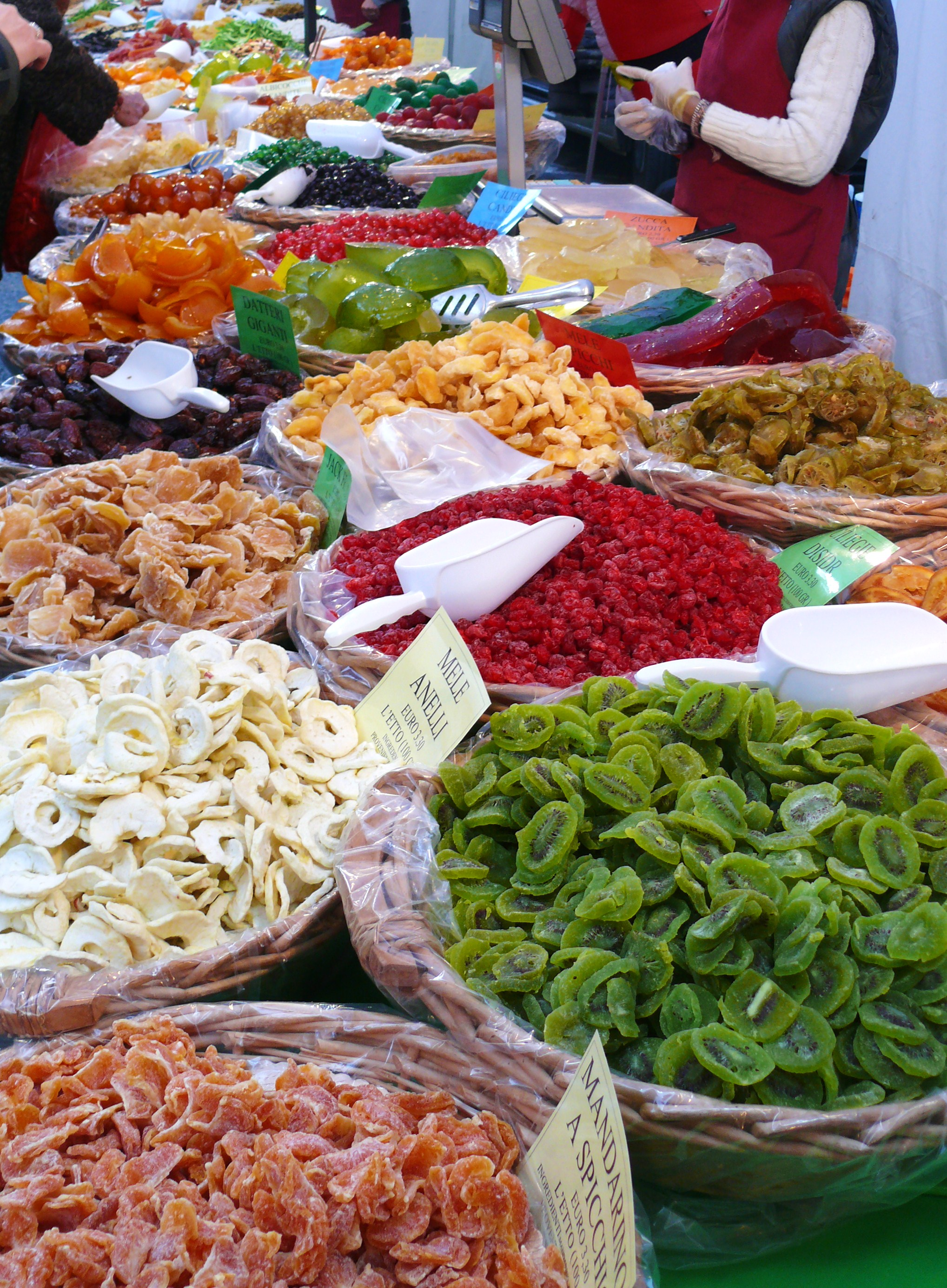
Varietà di frutta candita

  - agrumi, tagliati a fette, ma anche interi se piccoli (mandarino, chinotto, kumquat o fortunella)
  - albicocca
  - castagna: il celebre marron glacé
  - prugna
  - nespola
  - pesca
  - pera
  - mango
  - papaya
- Polpa di frutta
  - zucca: la cosiddetta "zuccata" è un importante ingrediente in molte ricette dolciarie;
  - melone
- Scorze di agrumi:
  - cedro (varietà citrus medica comune e citrus medica var. sarcodactylus)
  - arancia
  - pomelo
  - limone
- Radici
  - zenzero
- Stelo
  - angelica
- Fiori (soprattutto per scopi decorativi)
  - borragine
  - mimosa
  - rosa
  - viola